# Simon Magus (film)
Simon Magus is een Brits-Amerikaanse fantasy-dramafilm uit 1999 onder regie van Ben Hopkins. Deze schreef het verhaal zelf samen met Rob Cheek. De film won op het Filmfestival van Sitges zowel de prijs voor beste regisseur als die voor beste acteur (Noah Taylor). Hopkins werd tevens genomineerd voor onder meer de Gouden Beer en een British Independent Film Award.
Simon Magus dient niet verward te worden met de Hongaars-Franse film Simon mágus, die in hetzelfde jaar uitkwam.

## Verhaal
De joodse boer Dovid wil een stukje land van de plaatselijke jonker kopen om er een treinstation op te bouwen. Ook de keiharde zakenman Hase is in de grond geïnteresseerd. De jonker geeft echter meer om poëzie dan om geld, dus gaat Dovid poëzie lezen om de jonker voor zich te winnen. Hase besluit om via de dorpsgek Simon de plaatselijke bevolking tegen de joodse gemeenschap op te zetten.

## Rolbezetting
| Acteur          | Personage              |
| --------------- | ---------------------- |
| Stuart Townsend | Dovid Bendel           |
| Rutger Hauer    | graaf Albrecht         |
| Sean McGinley   | Maximillian Hase       |
| Noah Taylor     | Simon                  |
| Embeth Davidtz  | Leah                   |
| Amanda Ryan     | Sarah                  |
| Ian Holm        | Sirius/Boris/de duivel |